# 长白柳
长白柳（学名：Salix polyadenia var. tschanbaischanica）为杨柳科柳属下的一个变种。

## 扩展阅读
- 維基物種上的相關：长白柳